# Cantón de Taulé
El cantón de Taulé era una división administrativa francesa, que estaba situada en el departamento de Finisterre y la región de Bretaña.

## Composición
El cantón estaba formado por cinco comunas:
- Carantec
- Guiclan
- Henvic
- Locquénolé
- Taulé

## Supresión del cantón de Taulé
En aplicación del Decreto nº 2014-151 de 13 de febrero de 2014, el cantón de Taulé fue suprimido el 22 de marzo de 2015 y sus 5 comunas pasaron a formar parte; cuatro del nuevo cantón de Morlaix y una del nuevo cantón de Landivisiau.